# Philodromus californicus
Philodromus californicus là một loài nhện trong họ Philodromidae.
Loài này thuộc chi Philodromus. Philodromus californicus được Eugen von Keyserling miêu tả năm 1884.